# Ohnenheim
Ohnenheim ist eine französische Gemeinde mit 1147 Einwohnern (Stand 1. Januar 2021) und liegt im Département Bas-Rhin in der Region Grand Est (bis 2015 Elsass). Sie gehört zum Arrondissement Sélestat-Erstein, zum Kanton Sélestat und zum Gemeindeverband Ried de Marckolsheim.

## Geografie
Die Gemeinde Ohnenheim liegt in der Oberrheinebene an der Grenze zum Département Haut-Rhin, zehn Kilometer südöstlich von Sélestat und zwölf Kilometer nordöstlich von Colmar. Nachbargemeinden von Ohnenheim sind Heidolsheim im Norden, Mackenheim im Osten, Marckolsheim im Südosten, Elsenheim im Süden, Illhaeusern im Westen sowie Sélestat im Nordwesten.

## Geschichte
Zum ersten Mal lesen wir von Ohnenheim in einem Dokument des Merowingerkönigs Childerich, das in einer Abschrift des 8. Jahrhunderts auf 675 datiert wird (Quelle: MGH DD Merov 1, 111). Für 731 ist hier Besitz des Klosters Weißenburg dokumentiert (Quelle: TradWiz = Liber Donatorum 016). Den frühen Besitz des Klosters Münster bestätigt der Frankenkönig Zwentibold in einer Urkunde von 896 (Quelle: MGH DD Zwent 006). Ab dem 16. Jahrhundert gehörte Ohnenheim zur Grafschaft Hanau-Lichtenberg und dort zum Amt Wolfisheim. Da es sich 1480 noch nicht in deren Bestand befand, ist es erst später dazu gekommen. Nach dem Tod des letzten Hanauer Grafen, Johann Reinhard III., fiel die Grafschaft Hanau-Lichtenberg – und damit auch das Amt Wolfisheim – 1736 an den Sohn seiner einzigen Tochter, Charlotte, den Erbprinzen und späteren Landgrafen Ludwig (IX.) von Hessen-Darmstadt. In hessen-darmstädtischer Zeit wird Ohnenheim als Bestand des Amtes Wolfisheim geführt. Mit dem durch die Französische Revolution begonnenen Umbruch wurde das Amt Wolfisheim Bestandteil Frankreichs und in den folgenden Verwaltungsreformen aufgelöst.

### Bevölkerungsentwicklung
| Jahr      | 1962 | 1968 | 1975 | 1982 | 1990 | 1999 | 2007 | 2013 | 2021 |
| Einwohner | 667  | 685  | 632  | 587  | 629  | 721  | 825  | 958  | 1147 |

## Sehenswürdigkeiten

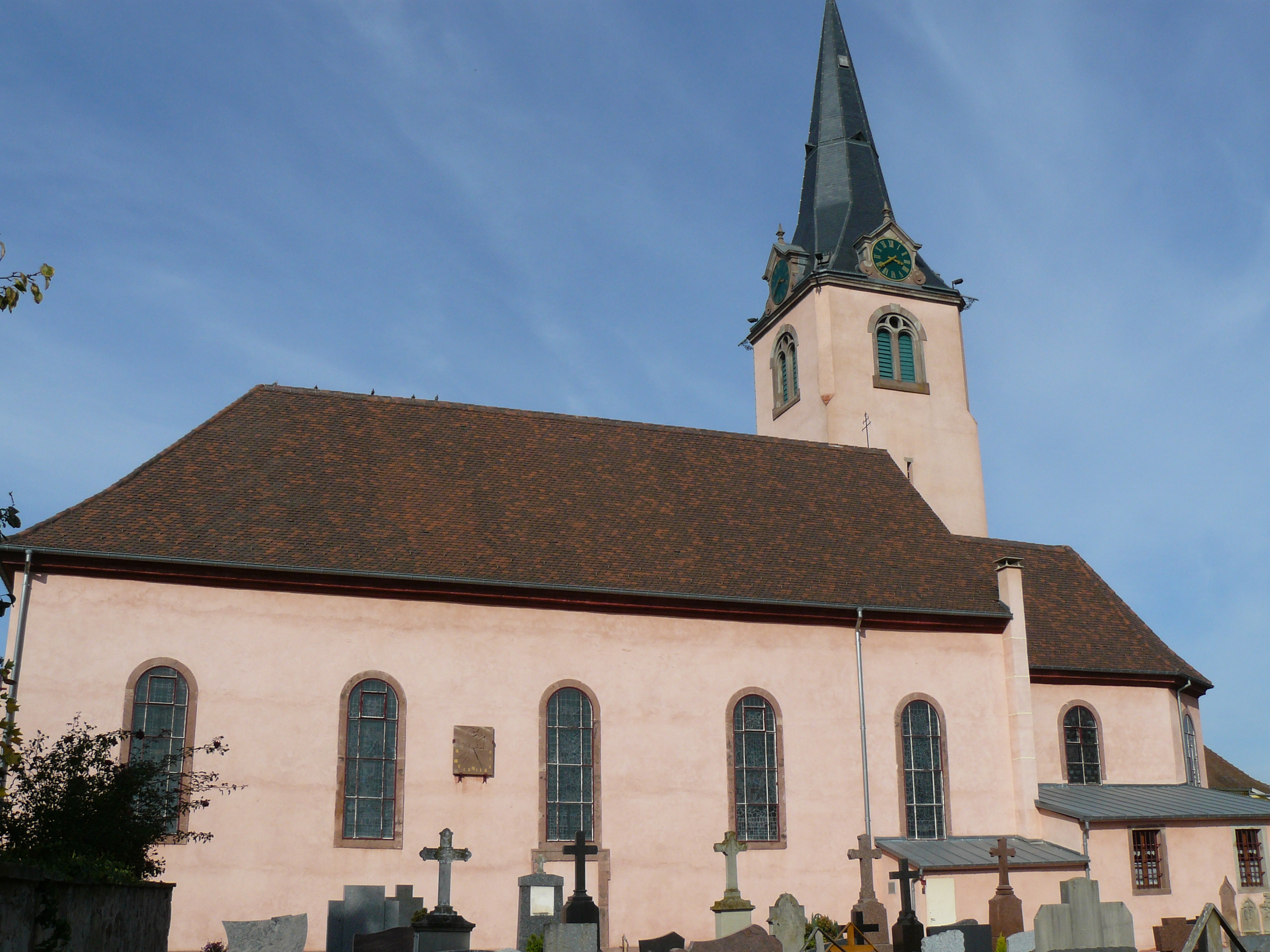
Kirche Saint-Grégoire
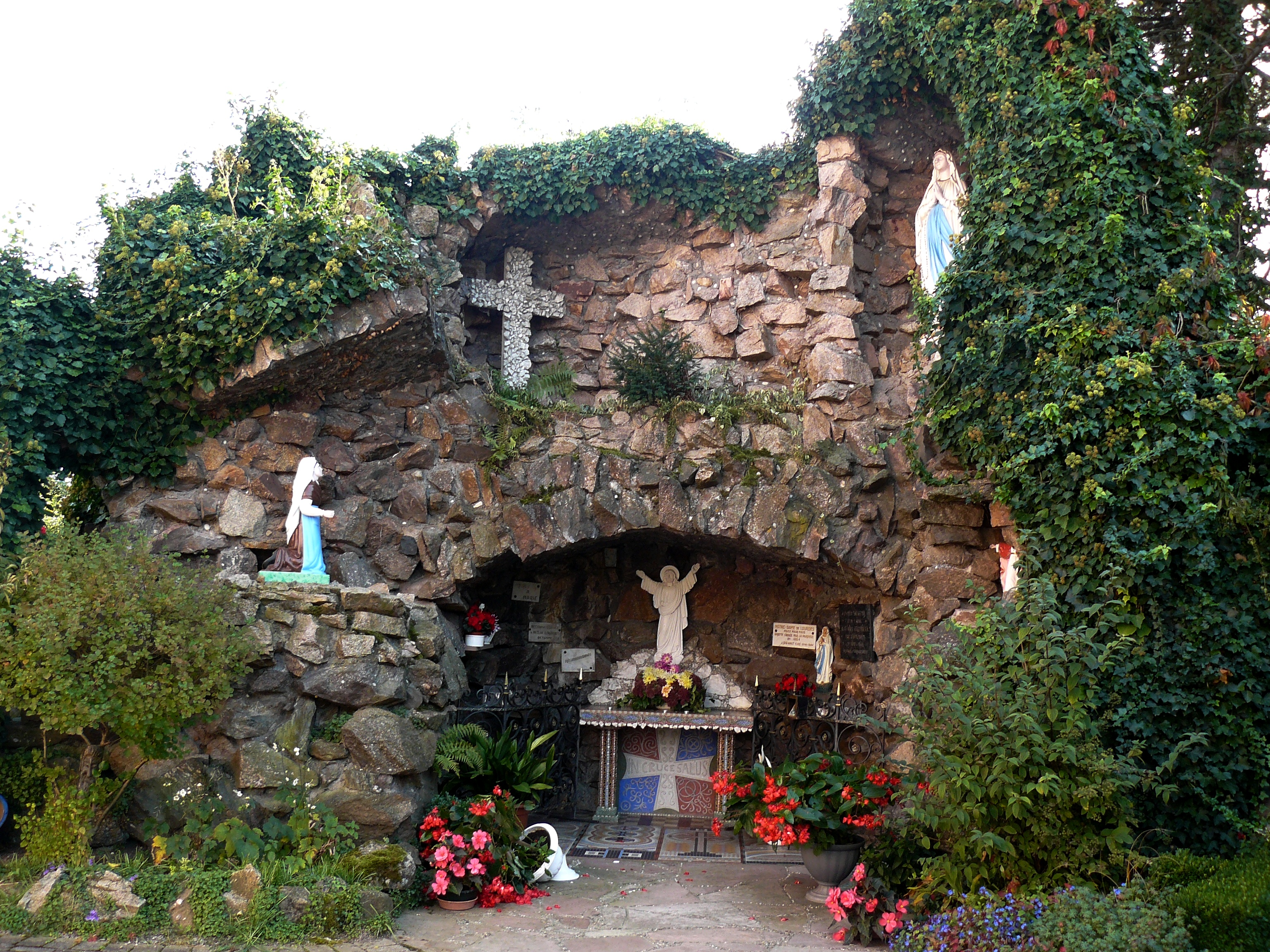
Lourdesgrotte
Wasserturm
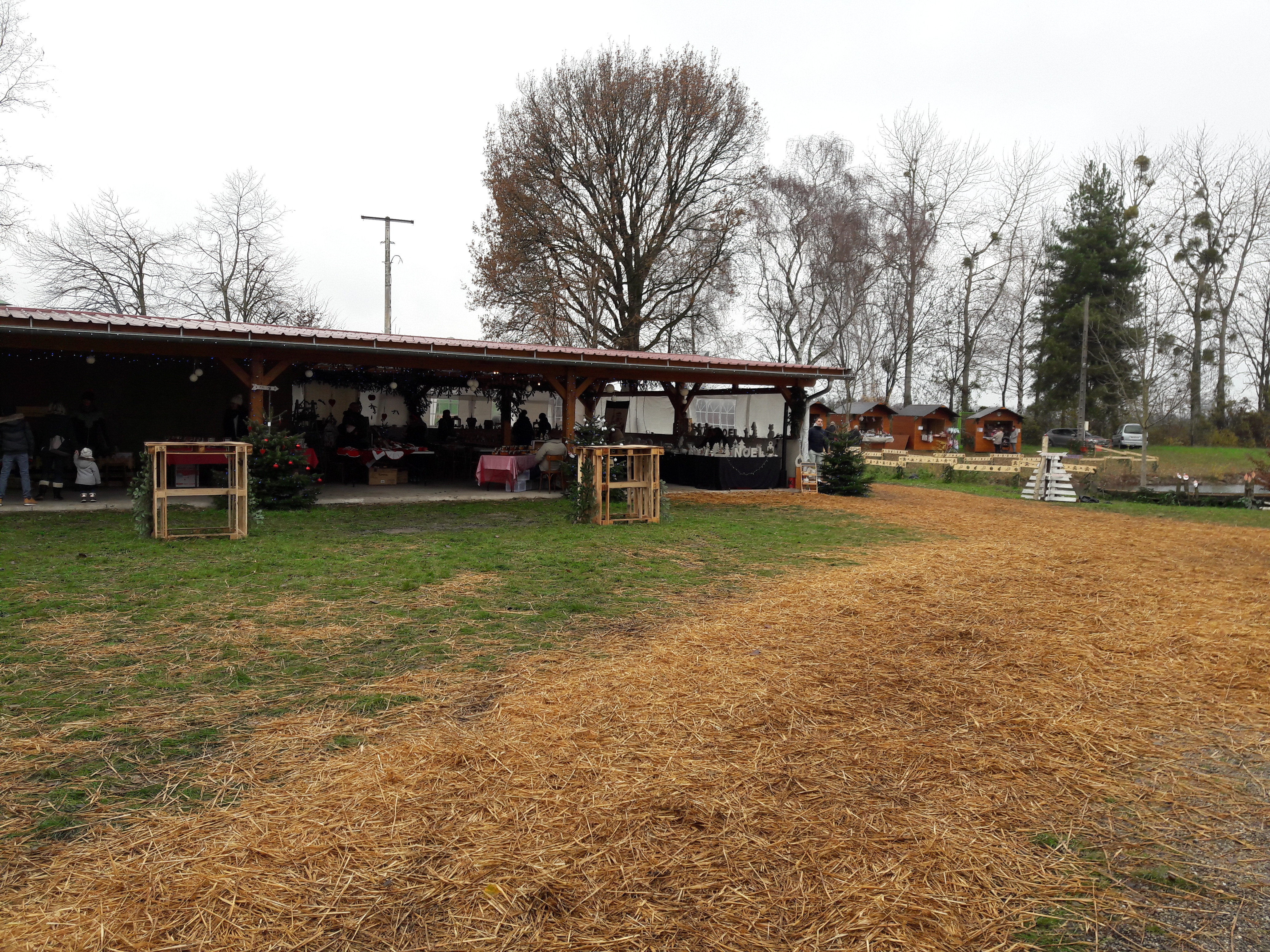
Weihnachtsmarkt
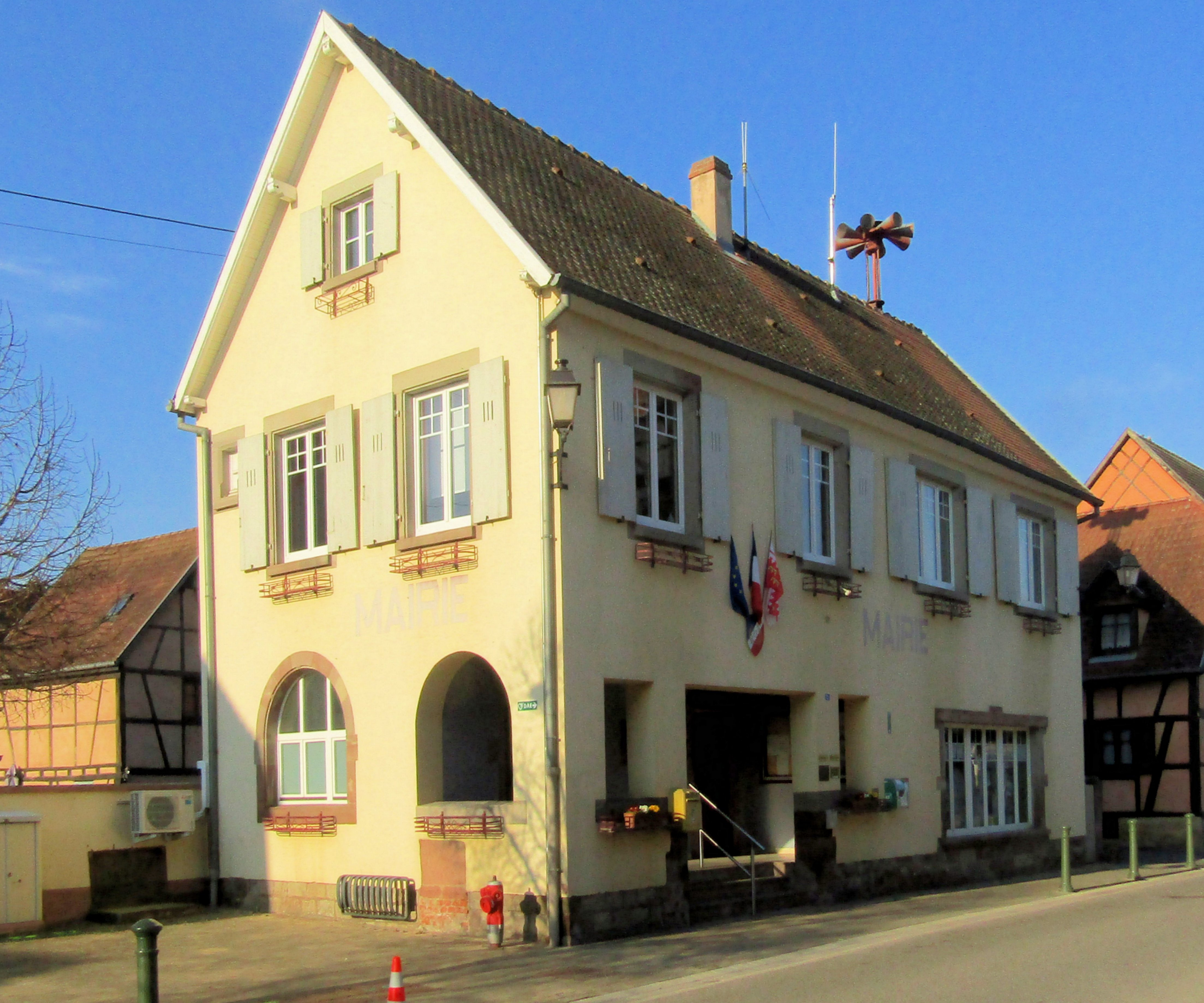
Mairie Ohnenheim
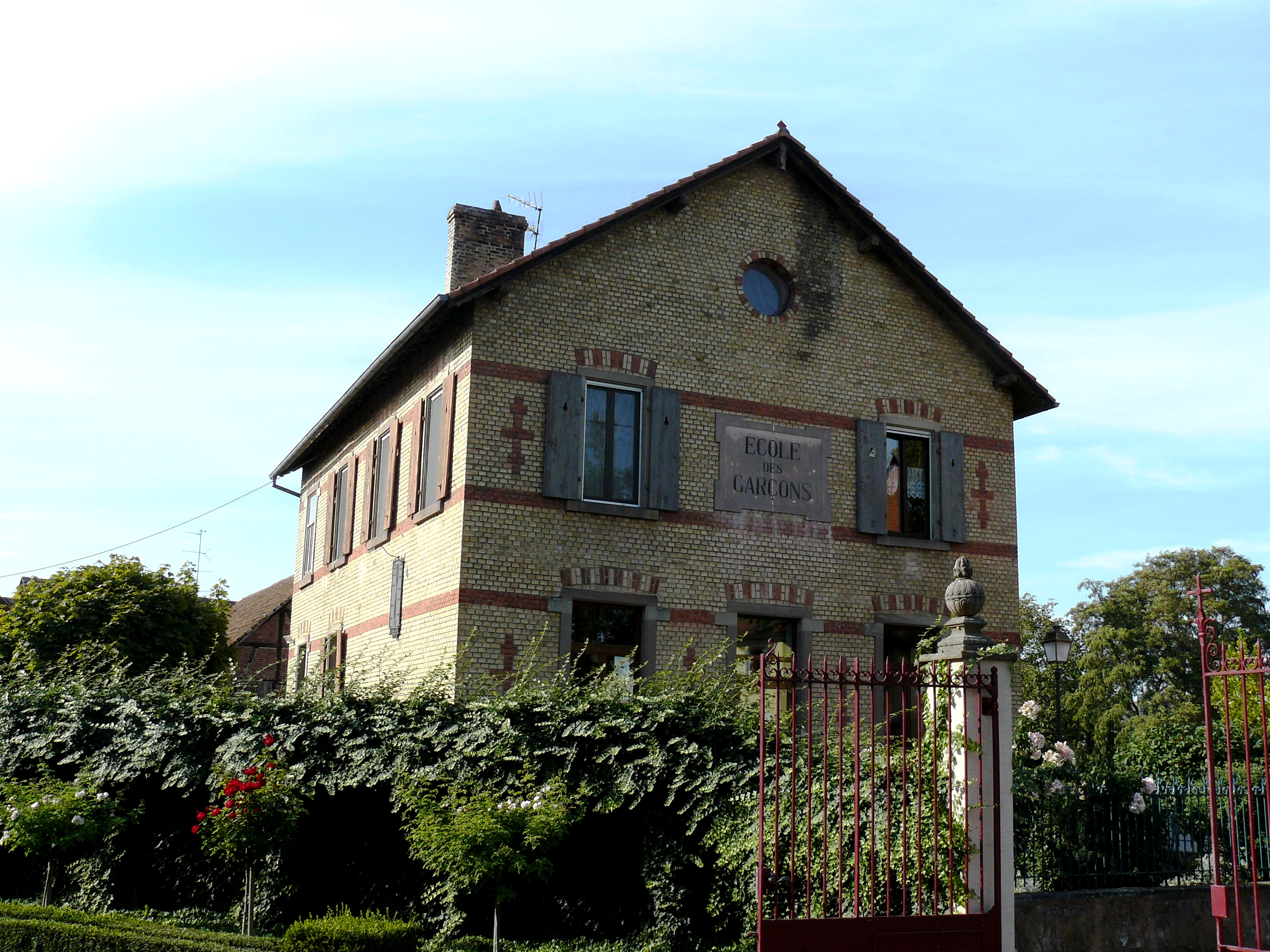
Ehemalige Knabenschule

- Kirche Saint-Grégoire
- Lourdesgrotte
- Wasserturm
- Weihnachtsmarkt
- Mairie Ohnenheim
- Ehemalige Knabenschule